# 사라 솜메르펠드
사라 솜메르펠드(Sara Sommerfeld, 1977년 10월 28일 ~ )는 스웨덴의 배우이다.

## 출연 작품
- 클라우드보이 (2017)
- 제리마야스 디텍티브 에이전시 - 스텔라 노스트라 (2015)
- 차스키 차스키 2 (2001)
- 윙스 오브 글라스 (2000)
- 고모론 (1992)